# 越智広江
越智 広江（おち の ひろえ）は、奈良時代の貴族・明法家・儒学者。姓は直。越智郡少領・越智武男の子。官位は従五位下・刑部少輔。

## 経歴
養老4年（720年）に明法博士を務めていたことが『令集解』に見える。養老5年（721年）元正天皇の詔により佐為王・紀男人・日下部老・山田三方らと共に、退朝後に教育係として皇太子・首皇子（のちの聖武天皇）に侍することを命じられている。同月に元正天皇が諸官人の中から学業に優れ人々の模範とするに堪える者を選んで褒賞を与えた際、明経第一博士として鍛名大隅とともに絁20疋・絹糸20絇・麻布30端・鍬20口が与えられた。養老7年（723年）従五位下に叙爵している。
神亀3年（726年）の太政官符に令師従五位下と記されている。矢集虫麻呂・塩屋古麻呂・楢原東人らと共に神亀年間（724年 - 729年）の宿儒とされ、高行異才の例として広江について智判事と『令集解』に記されている。最終官位は従五位下刑部少輔兼大博士。
『懐風藻』に漢詩作品（五言絶句）が1首採録されている。

## 官歴
『続日本紀』による。
- 養老4年（720年） 日付不詳：見明法博士[5]
- 時期不詳：正六位上。第一博士
- 養老5年（721年） 正月27日：賜絁20疋・絹糸20絇・麻布30端・鍬20口
- 養老7年（723年） 正月10日：従五位下
- 時期不詳：刑部少輔。大学博士[6]

## 系譜
- 父：越智武男[7]
- 母：不詳
- 生母不詳の子女
  - 男子：越智飛鳥麻呂[7]
  - 男子：越智立入[7]
  - 女子：越智広女（風早黒麻呂の妻）[7]